# Cinderella Story 4: Wenn der Schuh passt…
Cinderella Story 4: Wenn der Schuh passt… (Originaltitel: A Cinderella Story: If the Shoe Fits) ist eine US-amerikanische Musik-Filmkomödie aus dem Jahr 2016 von Regisseurin Michelle Johnston. Die Hauptrollen spielen Sofia Carson, Thomas Law und Jennifer Tilly.
Wenn der Schuh passt… ist nach Cinderella Story (2004), Another Cinderella Story (2008) und Cinderella Story – Es war einmal ein Lied (2011) der vierte Teil der Cinderella-Story-Reihe. Der Film wurde am 2. August 2016 als Video-on-Demand veröffentlicht.

## Handlung
Tessa Golding wird dazu gezwungen, ihre Stiefmutter Divine und ihren Stiefschwestern Athena und Olympia zu einem Cinderella-Musical-Casting zu begleiten, um als Assistent von Divine zu arbeiten. Divine erhofft sich, dass eine ihrer Töchter die Hauptrolle im Cinderella-Musical und dadurch einen Plattenvertrag bekommt. Tessa, eine begeisterte Mechanikerin, möchte am liebsten selber an dem Wettbewerb teilnehmen, aber Divine verbietet ihr das. Im Resort, in dem der Wettbewerb stattfindet, freundet sie sich mit der Maskenbildnerin Georgie an. Eines Abend überredet Georgie Tessa dazu, unter einer falschen Identität am Wettbewerb teilzunehmen. Widerwillig willigt Tessa ein und als sie merkt, dass sie niemand erkennt, nimmt sie am Contest teil. Divine ist von der Neuen nicht begeistert und will sie deshalb im Auge behalten.
Beim Casting kann Tessa den aufkommenden Popstar Reed West, der die Hauptrolle im Musical spielt, überzeugen und er gibt ihr die Rolle. Da Tessa nach dem Casting geflüchtet ist und dabei einen Turnschuh verloren hat, gibt Reed bekannt, derjenige der der Schuh gehört, bekommt die Hauptrolle. Alle Kandidatinnen, auch Athena und Olympia, machen sich auf die Suche nach dem Schuh. Tessa begibt sich nach einem Gespräch mit Georgie schließlich als Bella getarnt zu Reed und bekommt die Hauptrolle.
Zur selben Zeit engagiert Reed Tessa als Mechanikerin für das Motorrad, welches im Musical benötigt wird. Dabei lernen sich die beiden besser kennen und Tessa verliebt sich in Reed. Außerdem muss sie ihre Doppelrolle erfüllen, da Divine Bella misstraut und Tessa Angst hat aufzufliegen. Kurz vor der Aufführung muss Tessa von Reed’s Manager Freddie Marks erfahren, dass Reed seiner Freundin Harper Halston, deren Eltern das Resort gehört, einen Antrag machen möchte. Tessa sowie Bella wenden sich von Reed ab, was dieser nicht versteht, da er sich selber in Tessa verliebt hat. Außerdem kommt Divine dahinter, dass Bella in Wahrheit Tessa ist, und sperrt sie in ihr Zimmer ein. Divine bestimmt, dass ihre Tochter Athena die Rolle von Bella übernimmt. Dadurch kommt es zum Streit zwischen Athena und Olympia. Tessa kann sich über die Belüftungsanlage aus ihrem Zimmer retten und tritt als Tessa beim Musical auf. Reed ist überrascht und happy zu gleich, da er endlich Tessa seine Liebe gestehen kann. Tessa erhält einen Plattenvertrag und reist mit Reed ab.

## Hintergrund
Der Film basiert auf dem Märchen Aschenputtel, das im englischen Sprachraum Cinderella heißt. Die Handlung wurde in die heutige Zeit versetzt.
Die Dreharbeiten fanden im März 2016 in Südafrika statt.
Der Film wurde am 2. August 2016 als Video-on-Demand veröffentlicht. Die DVD-Auswertung erfolgte am 16. August 2016 durch Warner Home Video. Die DVD-Veröffentlichung in Deutschland erfolgte am 3. November 2016.

## Besetzung und Synchronisation
Die deutsche Synchronisation entstand unter dem Dialogbuch von Dieter B. Gerlach und der Dialogregie von Ina Gerlach-Kämpfe durch die Synchronfirma SDI Media Germany GmbH in Berlin.
| Rolle                      | Schauspieler      | Synchronsprecher    |
| -------------------------- | ----------------- | ------------------- |
| Tessa Golding / Bella Snow | Sofia Carson      | Lydia Morgenstern   |
| Divine                     | Jennifer Tilly    | Almut Zydra         |
| Reed West                  | Thomas Law        | Amadeus Strobl      |
| Athena                     | Amy Louise Wilson | Julia Stoepel       |
| Freddie Marks              | David Ury         | Michael Pan         |
| Olympia                    | Jazzara Jaslyn    | Peggy Pollow        |
| Georgie                    | Nicole Fortuin    | Esra Vural          |
| Eddie                      | Sven Ruygrok      | David Wittmann      |
| Janet                      | Chloe Perling     | Laura Elßel         |
| Bianca                     | Ally White        | Luisa Wietzorek     |
| Gino                       | Carlo McFarlane   | Dirk Petrick        |
| Brandon                    | Ambrose Uren      | Fabian Kluckert     |
| Lauren                     | Julie Hartley     | Ina Gerlach-Kämpfe  |
| Harper Halston             | Ashley de Lange   | Friedel Morgenstern |
| Kostümdesigner             | Mark Elderkin     | Armin Schlagwein    |
| Wäscherin                  | Robyn Scott       | Denise Gorzelanny   |
| Joe                        | Christopher Stein | Armin Schlagwein    |

## Soundtrack
A Cinderella Story: If the Shoe Fits (Original Motion Picture Soundtrack) ist der Soundtrack des Films und wurde am 2. August 2016, dem gleichen Tag wie die Veröffentlichung des Films, von WaterTower Music veröffentlicht.
| Nr. | Titel                | Interpret                     | Länge |
| --- | -------------------- | ----------------------------- | ----- |
| 1.  | Full Throttle        | Sofia Carson                  | 3:22  |
| 2.  | Get Loose            | Thomas Law                    | 2:18  |
| 3.  | Stuck on the Outside | Thomas Law                    | 4:00  |
| 4.  | Do You               | Nicole Fortuin & Sofia Carson | 2:29  |
| 5.  | Stick Up             | Chick Norris                  | 2:49  |
| 6.  | Reach for the Stars  | Love Kelli                    | 3:07  |
| 7.  | Stuck on the Outside | Sofia Carson                  | 4:00  |
| 8.  | Game On              | C. J. Ryan                    | 3:32  |
| 9.  | Why Don’t I          | Sofia Carson                  | 2:08  |
| 10. | If the Shoe Fits     | Thomas Law                    | 3:22  |
| 11. | Why Don’t It (Duet)  | Sofia Carson & Thomas Law     | 2:54  |
| 12. | Clap Your Hands      | Leo Soul                      | 3:17  |